# 史蒂芬·阿诺德·梅特卡夫
史蒂芬·阿诺德·梅特卡夫（英語：Stephen Arnold Metcalf，1927年10月23日—2014年6月7日），生於云南昆明，是一位基督新教传教士，後在日本传教。他是在华传教士王怀仁（George E. Metcalf）与伊麗莎白·瑪麗·唐納利（Elizabeth Mary Donnelly）的兒子，後來承父业加入前身爲内地会的海外基督使团，獲使团委派往日本传教。他还有一个同样身为传教士的姐姐，名叫露丝（Ruth Metcalf）。她則在泰国传教。

## 在华期间
於1927年10月23日，史蒂芬·梅特卡夫在中国云南昆明出生。他和姐姐露丝一起在山东烟台的内地会子弟学校芝罘学校（又名中國內地會學校）接受教育。中日战争爆发后，日军占领了烟台，于1942年10月5日迫使学校关闭，将学校工作人员、教师与学生囚禁在位于烟台毓璜顶（Temple Hill）的美國長老會差會集中營（American Presbyterian Mission compound）。时年15岁的史蒂芬也被囚禁在其中，且与姐姐露丝、父母都失去联系。
1943年9月，史蒂芬随毓璜顶俘虜集中营迁往山东潍坊的乐道院集中营（卽濰縣集中營）。史蒂芬在濰縣集中營见到了奥运会长跑金牌得主李爱锐（Eric Henry Liddell），并受其幫助照料。李爱锐侭管被日军抓捕投至集中营，但保持乐观、坚持布道，仍爲日本人祷告，这深刻影响了史蒂芬。1945年，李爱锐因腦腫瘤病逝，死前将自己的跑鞋赠予史蒂芬。当年2月，李爱锐的葬礼在集中营中举行，史蒂芬是其护柩人（抬棺人），他在葬礼上许诺将前往日本传教，这正是受到了李爱锐的影响的结果。
1945年8月14日，日本天皇宣布投降；8月17日，潍县集中营解放，至此史蒂芬纔得以与家人团聚。

## 澳洲深造
1945年11月，史蒂芬抵达澳大利亚，在墨尔本圣经学院（Melbourne Bible College）学习。1952年，史蒂芬得以加入海外基督使团（前身爲内地会），被派往日本传教。

## 前往日本
1952年11月，史蒂芬抵达日本，开始在本州岛的轻井泽町接受语言培训。次年，他受命到青森县传教及主持建造教堂。
1957年7月3日，史蒂芬与伊芙琳·罗宾逊（Evelyn Robinson）成婚。伊芙琳是来自北爱尔兰的传教士。他们共育有四子一女。
往後的日子裏，史蒂芬与伊芙琳又受命整合、建造了多座教堂，地域包括青森县各镇，北海道小樽市、本州八户市、仙台市及千葉浦安市。

## 返回英国
1990年8月，史蒂芬结束了70余年的传教生活，之後在位于伦敦的日本基督徒团契组织裏又活动了15年。
2005年，史蒂芬曾在潍县集中营解放60周年时爲李爱锐撰写悼词。

## 相关作品
- 传记书籍《使火炬在黑暗中耀眼》（Take the Torch Shining in the Dark）（2005年在日本出版，作者：Emiko Yuki，ISBN：4-264-02334-3）
- 书籍《日本的蟋蟀会哭泣》（In Japan the Crickets Cry）（2010年在日本出版，作者：羅納德·E·克萊門茨，ISBN：9781854249708）[1]
- 參與若干电视节目及在李爱锐的纪录片中出現[20]